# Isak Saba
Isak Saba, född 1875 i Nesseby, död 1921, var en norsk-samisk lärare, kyrkotolk, folkminnesforskare och politiker (Arbeiderpartiet).
Saba samlade ihop samiska sagor (utgivna av Just Qvigstad) och folkmelodier, och skrev om samiska ortnamn. Han skrev också "Sámi soga lávlla" eller "Samefolkets sång", som 1986 antogs som samernas gemensamma nationalsång. Han representerade Øst-Finnmark i Stortinget mellan 1906 och 1912 och var därigenom den förste same som hade en plats i Norges nationalförsamling. Från 1916 var han lärare i Vardø.